# Xylotrupes socrates
Xylotrupes socrates är en skalbaggsart som beskrevs av Schauffus 1864. Xylotrupes socrates ingår i släktet Xylotrupes och familjen Dynastidae.

## Underarter
Arten delas in i följande underarter:
- X. s. bourgini
- X. s. siamensis
- X. s. nitidus
- X. s. tonkinensis